# Федурино (Вологодский район)
Федурино — деревня в Вологодском районе Вологодской области.
Входит в состав Кубенского сельского поселения, с точки зрения административно-территориального деления — в Кубенский сельсовет.
Расстояние по автодороге до районного центра Вологды — 39,5 км, до центра муниципального образования Кубенского — 9,5 км. Ближайшие населённые пункты — Деревково, Евлашево, Перхурьево, Воздвиженье, Старое Село, Фомкино.
По данным переписи в 2002 году постоянного населения не было.